# Martin Solberg
Martin Björn Åke Solberg, född 5 maj 1993 i Falköping, är en svensk politiker och sedan den 1 januari 2023 kommunalråd för Miljöpartiet de gröna i Sundbybergs kommun. Solberg var dessförinnan oppositionsråd. Sedan den 1 januari 2023 är Solberg ordförande för stadsmiljö- och trafiknämnden.